# 東方裸蜥魚
东方裸蜥鱼（学名：Lestidium orientale）是魣蜥鱼科裸蜥鱼属一种，模式标本采集自台湾屏东县东港镇沿岸海域。

## 鉴别特征
体长（SL）131—177毫米。体粗壮，侧扁，体长为体高的11—15倍；头部相对狭长，头高为头长的31.2—33.9%，吻部短且钝，吻长为体长的9.7—10.4%，颌较短，上颌长为体长的8.6—10.1%，下颌长为体长的11.9—13.7%；脊椎总数79—83，腹锥37—40，尾椎41—44；侧线鳞109—126。